# Winna Góra (Garb Tenczyński)
Winna Góra – wzgórze na Garbie Tenczyńskim w miejscowości Aleksandrowice, przy granicy z wsią Burów (południowa część wsi) w województwie małopolskim. Mapa Geoportalu podaje dwie jego koty: 329 m i 327 m, przewodnik turystyczny 333 m. Pod względem geograficznym znajduje się na Garbie Tenczyńskim (część Wyżyny Krakowsko-Częstochowskiej) w obrębie Tenczyńskiego Parku Krajobrazowego. Północno-zachodnie stoki Winnej Góry opadają do porośniętego lasem wąwozu Zbrza, południowo-zachodnie do bezleśnego dna Doliny Aleksandrowickiej, północno-wschodnie do doliny miejscowości Burów, południowo-wschodnie do Obniżenia Cholerzyńskiego.
Winna Góra swą nazwę wywodzi od winnic, jakie na jej południowych stokach założył w XVI w. Seweryn Boner. Założył też gaje, brzoskwiniowe, morelowe i figowe, które należały do pierwszych hodowli owoców południowych na ziemiach polskich. Obecnie znajduje się częściowo zachowany park z aleją bukową, który rozciąga się w północnej części wsi Aleksandrowice, był on pierwotnie parkiem tarasowym, o renesansowym charakterze.

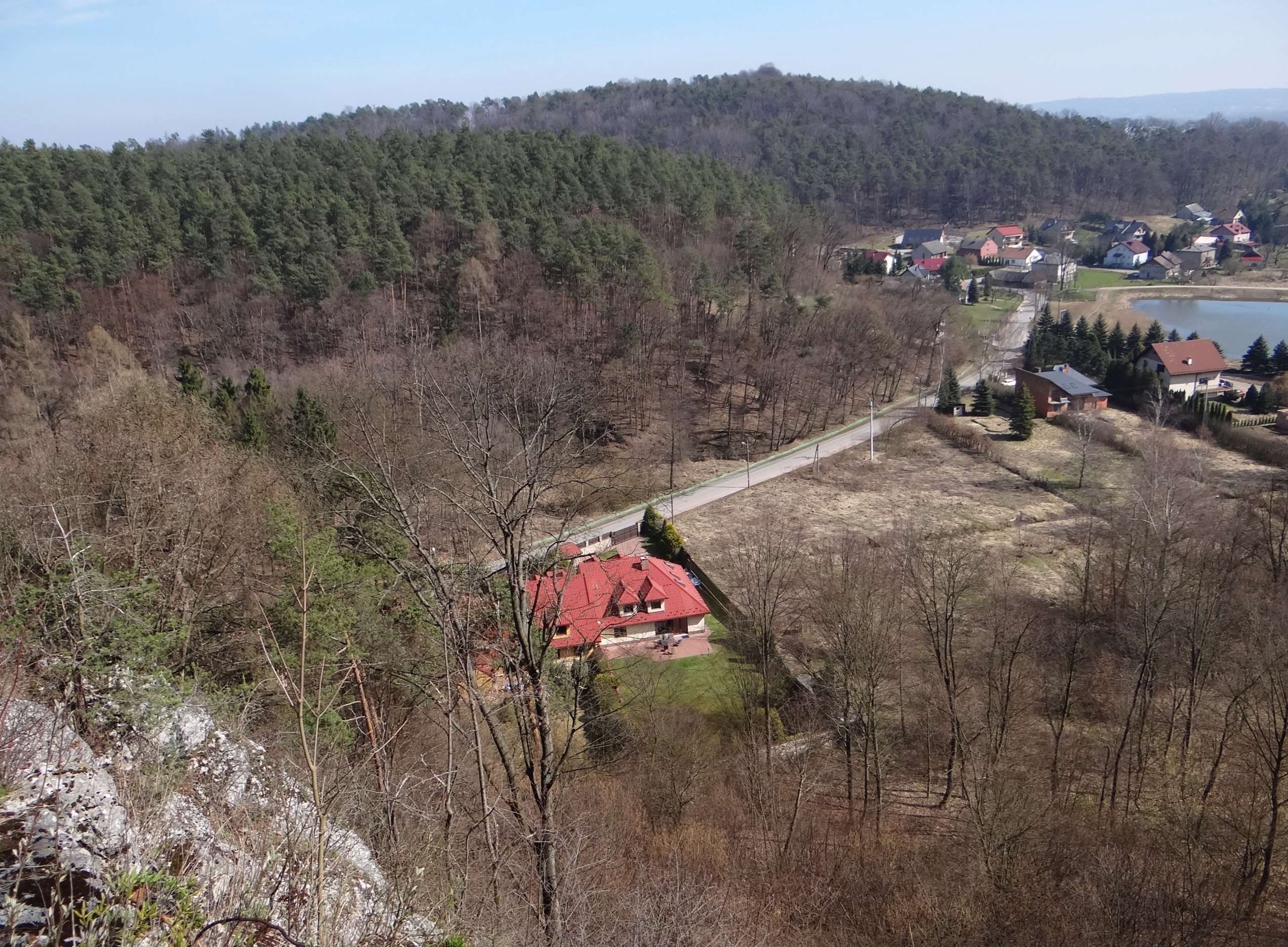
Widok ze szczytu skały Krzywy Sąd na Pękacz i Winną Górę